# Pulchrandrus longimanus
Genre
Espèce
Pulchrandrus longimanus, unique représentant du genre Pulchrandrus, est une espèce d'opilions laniatores de la famille des Assamiidae.

## Distribution
Cette espèce est endémique du Haut-Lomami au Congo-Kinshasa. Elle se rencontre vers Kianza.

## Description
Le mâle holotype mesure 4,6 mm et la femelle paratype 4,3 mm.

## Publication originale
- Kauri, 1985 : « Opiliones from Central Africa. » Annalen - Koninklijk Museum voor Midden-Afrika, vol. 245, p. 1–168.